# Asano Nagasato
Asano Nagasato (永里 亜紗乃 Nagasato Asano?), född 24 januari 1989, är en japansk tidigare fotbollsspelare.
Asano Nagasato spelade 11 landskamper för det japanska landslaget. Hon deltog bland annat i fotbolls-VM 2015.